# Théroigne de Méricourt

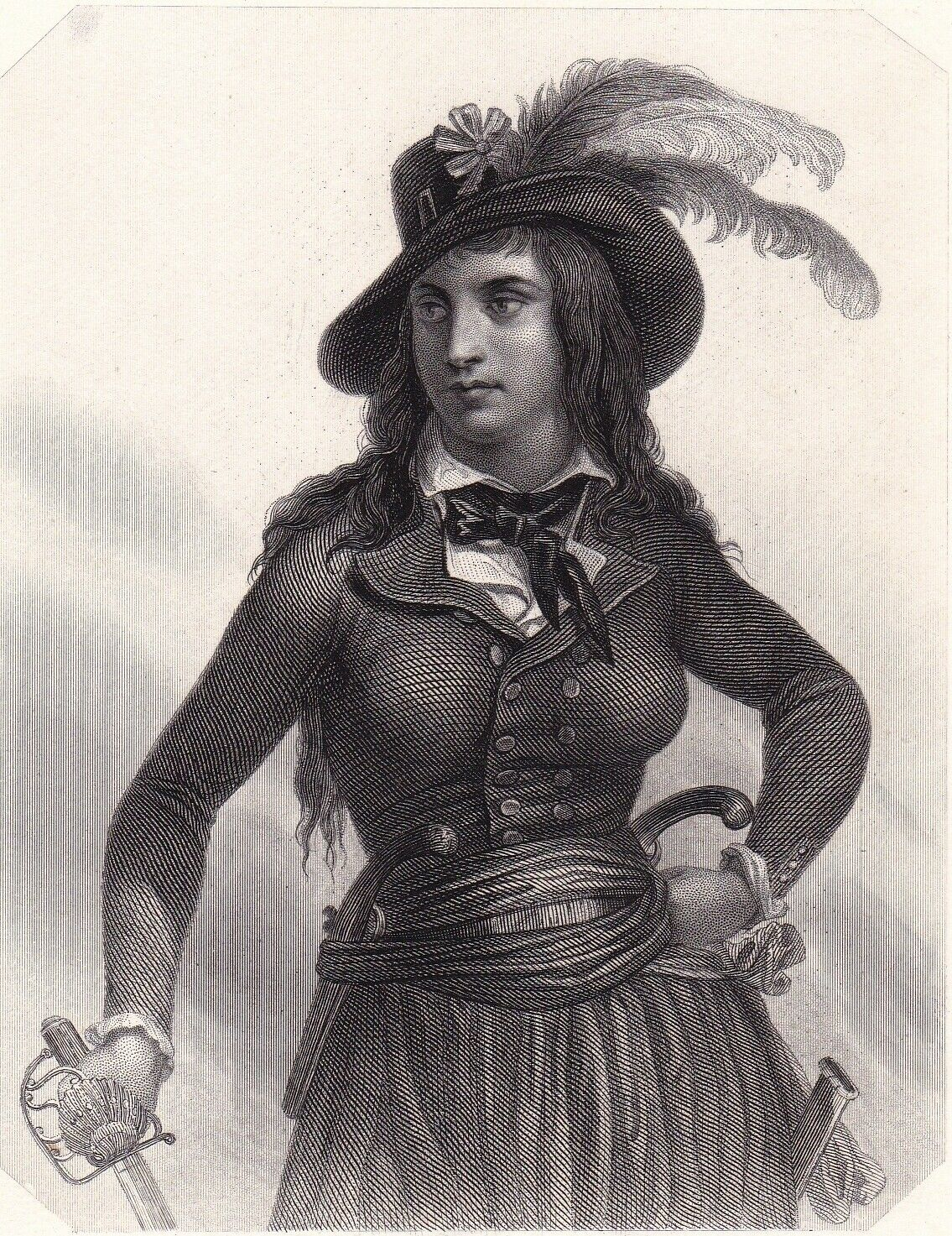
Théroigne de Méricourt

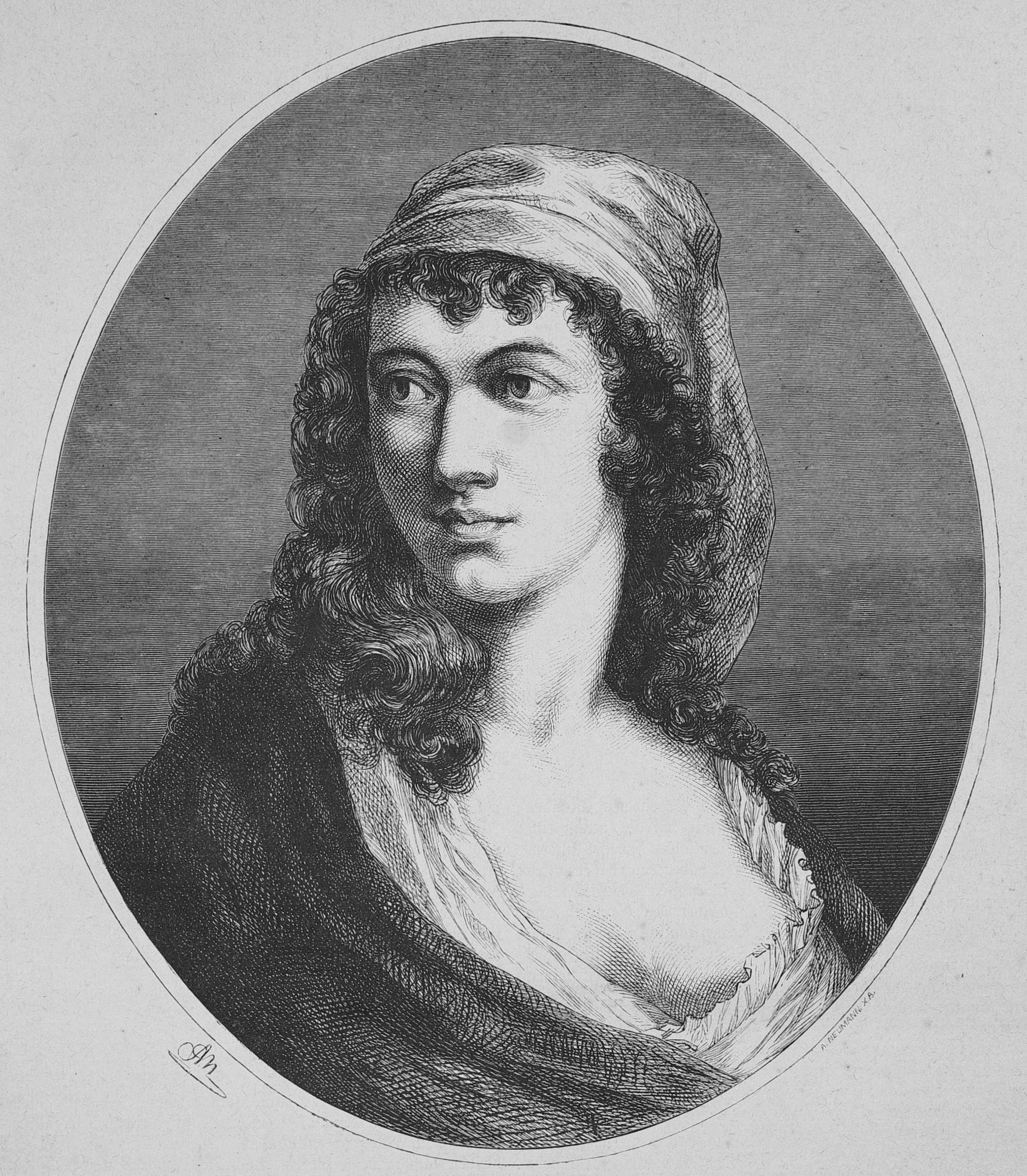
Holzschnitt von U. Neumann nach einem französischen Kupferstich. Die Gartenlaube (1879)

Anne-Josèphe Théroigne de Méricourt, mit Geburtsnamen Anne-Josèphe Terwagne, (* 13. August 1762 in Marcourt (Hochstift Lüttich); † 8. Juni 1817 in Paris) wird auch „Amazone der Französischen Revolution“ genannt, weil sie für die Bewaffnung der Frauen eintrat.

## Leben und Wirken
Mit der Familie Colbert, bei der Anne-Josèphe zuvor in Frankreich gearbeitet hatte und mit deren Tochter sie gemeinsam Musikunterricht erhalten hatte, siedelte sie nach London um. Dort lernte sie einen reichen Engländer kennen, der ihr ein Heiratsversprechen gab. Statt sie zu heiraten, sicherte er ihre Zukunft mit einer hohen Schenkung in Höhe von 200 000 Pfund. 1785 kam sie nach Paris, wo sie sich zur Sängerin ausbilden ließ. Sie schloss sich bald den Jakobinern an. Théroigne besuchte regelmäßig die Verhandlungen der Nationalversammlung. Zusammen mit Romme, einem Mitglied der Nationalversammlung, gründete sie im Januar 1790 den Klub der „Gesetzesfreunde“ (Les Amis de la loi).
Mit anderen Besuchern der Nationalversammlung  gründete sie eine politische Gesellschaft, die den Namen „Klub der Menschenrechte“ trug.
1790 wurde ein Haftbefehl gegen sie erlassen, sie floh in ihre Heimat, wurde dort aber von der kaiserlichen österreichischen Polizei festgenommen und ein Jahr auf der Festung Kufstein in Tirol gefangen gehalten. Danach überführte man sie nach Wien, alles aufgrund der Anklage, eine Verschwörung gegen die französische Königin geplant zu haben. Die Anklage erwies sich als haltlos. Nach einer Anhörung durch den Kaiser Leopold II. wurde sie entlassen, erhielt vom Kaiser ein Gnadengeld  und kehrte ins revolutionäre Frankreich zurück.
Im Januar 1792 hielt sie sich wieder in Paris auf und beteiligte sich am Tuileriensturm am 10. August 1792. Dafür wurde sie mit der sogenannten Bürgerkrone für ihre besonderen Verdienste geehrt. Sie konnte infolgedessen und durch ihre frisch erlangten Lorbeeren aufgrund ihrer Gefangenschaft in Österreich ihren früheren Einfluss wiedererlangen. In den politischen Clubs Frankreichs und auch in der Nationalversammlung erhob sie ihre Stimme für die Bürgerrechte und forderte unter anderem, für die Nationalversammlung ein eigenes Gebäude zu errichten. In ihrer Rede an die Frauen, die sie am 25. März 1792 in der Société fraternelle des Minimes hielt, brachte sie deutlich zum Ausdruck, dass sie sich einem egalitären Geschlechterkonzept verpflichtet fühlte und dass sie ein geschärftes Bewusstsein für die Unterdrückung der Frauen hatte. Zusammen mit Sandrine Dejou forderte sie für alle Frauen das Recht, sich zu bewaffnen und in die Armee einzutreten.
Am 15. Mai 1793 wurde sie von aufgebrachten Sansculotten angegriffen, schwer misshandelt und am Kopf verletzt. Théroigne, die anfangs auf der Seite der Jakobiner gestanden hatte, galt ihnen als Verräterin, die die Girondisten mit ihrem Anführer Jacques Pierre Brissot aktiv unterstützt habe. Sie überlebte den Überfall, doch ihre Verletzungen beeinträchtigten ihre geistige Gesundheit so sehr, dass ihr Bruder sie im Sommer 1794 für geisteskrank erklären ließ und nach einem halben Jahr in ein „Irrenhaus“ einliefern ließ, wo sie nach 23 Jahren starb.

## Werke
- Aufzeichnungen aus der Gefangenschaft. Übersetzung aus dem Französischen von Helga Grubitzsch und Roswitha Bockholt. Residenz-Verlag, Salzburg und Wien 1989, ISBN 978-3-7017-0575-7.
- La Lettre-mélancolie. Lettre adressée en 1801 à Danton (mort en … 1794). Transkript Jean-Pierre Ghersenzon; hrsg. von Jackie Pigeaud; L’Éther Vague/Verdier, Lagrasse 2005, ISBN 2-86432-463-6.

## Rezeption
Ihr Leben wurde nachgezeichnet in Dramen von
- Rudolf Gottschall (1850) und
- Paul Hervieu (1902)

wie auch in der Oper
- Théroigne de Méricourt des belgischen (flämischen) Komponisten August de Boeck (1901, Buch von Léonce du Castillon).

## Deutschsprachige Literatur (in chronologischer Reihenfolge)
- Eduard Maria Oettinger (Bearb.): Jules Michelet: Die Frauen der französischen Revolution. Leipzig 1854, S. 110–120 online.
- Rudolf Gottschall: Théroigne von Mericourt. In: Die Gartenlaube (1879), Heft 3, S. 51–54.
- Emma Adler: Die berühmten Frauen der französischen Revolution 1789–1795. C.W. Stern, Wien 1906, S. 12–25 (Digitalisat).
- Salomé Kestenholz: Die Gleichheit vor dem Schafott. Portraits französischer Revolutionärinnen. Kapitel 1: Olympe de Gouges; Th. de M.; Rose Lacombe, Charlotte Corday (= Sammlung Luchterhand. Band 818). Luchterhand Literaturverlag, Darmstadt 1988, ISBN 978-3-630-61818-0, S. 11–60.
- Helga Grubitzsch, Roswitha Bockholt: Théroigne de Méricourt. Die Amazone der Freiheit. Centaurus, Pfaffenweiler 1991, ISBN 978-3-89085-549-3.
- Andreas Pittler, Helena Verdel: Der große Traum von Freiheit – 30 Rebellen gegen Unrecht und Unterdrückung. Promedia, Wien 2010, ISBN 978-3-85371-319-8, S. 65–74.
- Maria Pettersson: Anne-Josèphe Théroigne de Méricourt. In: Dies.: Anführerinnen, Agentinnen, Aktivistinnen. Außergewöhnliche Frauen, die Regeln brachen. Knaur, München 2023, ISBN 978-3-426-28619-7, S. 128–136.

## Fremdsprachige Literatur (in chronologischer Reihenfolge)
- Frank Hamel: Théroigne de Méricourt. Leonaur, 2021, ISBN 978-1-78282-892-1 (Digitalisat).
- Luc Van den Broeck, Sarah De Grauwe: De amazone van de Franse Revolutie. Het verhaal van Théroigne de Méricourt. Uitgeverij Vrijdag, Antwerpen 2023, ISBN 978-94-6434-159-1.